# ファミコン神拳
『ファミコン神拳』（ファミコンしんけん）は、『週刊少年ジャンプ』（集英社）に1985年から1988年12月（1989年No.1・2合併号/1月7日号）まで不定期で掲載されていたコンピュータゲーム紹介記事。通称は『ファミ神』。

## 概要
当時最盛期のブームであったファミリーコンピュータ（ファミコン）用ソフトを中心とした記事である。当時『週刊少年ジャンプ』編集者の鳥嶋和彦はライバル雑誌の『コロコロコミック』が裏技ブームで部数を伸ばしていたため、副編集長に同様の企画を命じられた。『コロコロ』が2色ページの袋とじで裏技を掲載していたため、『ジャンプ』では4色ページとした。また、メーカーが公開を控えるようなバグ技あるいはデバッグコマンドなども紹介するようにした。ハドソンやナムコといったゲームメーカーや他のゲーム雑誌からもクレームがきたが、これもハネることで人気を伸ばした。
開始当初はメーカーからのソフト提供がなく、一般のゲーム雑誌が公表をはばかるような、やや異色な裏技紹介コーナーであったが、後に新作ゲームのレビューにシフトした。
当時の『週刊少年ジャンプ』で連載されていた漫画作品『北斗の拳』のパロディで、ライターは北斗神拳をもじった｢ファミコン神拳」の伝承者という設定で、ゲームへの複数項目に対して5点満点の採点を行った。採点は「あたっ」「あたたたた」などの擬音で表現（「あ」「た」は1点、「っ」は0.5点）。『ファミ通』（エンターブレイン）などゲーム雑誌でおなじみの、担当レビュアーによる採点記事を広めた嚆矢でもある。紹介される新作ゲームは、編集部の基準で選択されたタイトルであり、後のゲーム誌でのレビュー記事のように、発売されるタイトル全てをカバーしようとするものではない。
ページ判型は、通常はB6変形程度の小判サイズ、毎回オールカラーで12〜16ページほど。本誌巻頭にとじ込みの形で組み込まれているが、裏技の特集や最新ゲームのスクープなどの際には、袋とじ形式の場合もあった。オリジナルの読者プレゼントグッズとしては『ドラゴンクエスト』テレホンカード、ファミコン神拳伝承者スタンプ、ファミコン神拳伝承者バッジなどがある。
後に、本企画から派生した『キム皇のファミコン神拳110番』もスタート。こちらはメンバーのひとりキム皇が、ゲームに関する読者からの質問を受ける毎週1〜2ページのコーナーだった。途中から『キム皇のファミコン神拳EXPRESS』に名称変更し、『ファミコン神拳』終了後もしばらく掲載された。
本企画記事の目玉となるオリジナルのゲーム制作企画として『ドラゴンクエスト』企画が持ち上がり、『ジャンプ』に載せるためはジャンプ作家が関わらなければならないと、鳥嶋が漫画家の鳥山明をライター陣に紹介。このため『ファミコン神拳』に関わった多くのスタッフは『ドラゴンクエスト』にも参加している。
堀井がアーマープロジェクト代表としてゲーム制作に専念するようになると『ファミコン神拳』は終了し、『週刊少年ジャンプ』1989年5・6号からライター陣を一新して『ファミコン怪盗芸魔団（ファミコンかいとうげ〜まだん）』としてリニューアルされる。こちらでは堀井は独自のコーナー（『堀井雄二のゲーム大好き!』など）を持ってはいたもののゲスト出演であった。

## ライター
初期のライター陣は、ゆう帝（堀井雄二）、ミヤ王（宮岡寛）、キム皇（木村初）の3名。後にてつ麿（黒沢哲哉）が加入。続いてカルロス（とみさわ昭仁）も加入し、最終的にメンバーは5名となる。また、集英社専属カメラマンだったコマル大王（小丸良人）も参加している。当初はライター陣の素性は伏せられ、『ジャンプ放送局』の土居孝幸によるイラストキャラクターで登場した。
ゆう帝とみや王はゲーム関連の仕事（『ドラゴンクエスト』など）と並行して本記事の執筆にあたっていた。後にいずれのライターもゲーム、コミック関係の仕事を持っている。
- ゆう帝：堀井雄二 ドラゴンクエストシリーズ
- ミヤ王：宮岡寛 ドラゴンクエスト、メタルマックスシリーズ
- キム皇：木村初 ジャングルウォーズ、ウェブミステリー
- てつ麿：黒沢哲哉 『マジック・マスター』など漫画原作
- カルロス：とみさわ昭仁 ポケットモンスターシリーズ、『スクリューブレイカー 轟振どりるれろ』
- コマル大王：小丸良人 『新桃太郎伝説』、桃太郎電鉄シリーズ

このほか前述したように本コーナーに関わるスタッフは初代ドラゴンクエストに関与している。
- イラスト担当：土居孝幸 取扱説明書イラスト担当
- レイアウト：榎本一夫 タイトル・デザイナー
- 編集担当：鳥嶋和彦 スペシャル・サンクス

## その他
- 企画の一部は『ファミコン神拳伝承者』名義で書籍化された。また、ジャンプ・コミックス・セレクションとしてゲーム攻略本『ファミコン神拳奥義大全書』も発行。全5巻に加えて木村初による『特別編』が発行された。それぞれ『巻の一、巻の二……』と呼んでいた。
- 2011年9月15日発売のWii用ソフト『ドラゴンクエスト25周年記念 ファミコン&スーパーファミコン ドラゴンクエストI・II・III』の記念特典として、『ファミコン神拳』を復刻・再編集した攻略本が同梱された。
- 2016年5月20日に「奥義袋とじ」全掲載や「あたた独断採点拳」の復刻、当時のライター陣のインタビューなどを収録した『週刊少年ジャンプ秘録!! ファミコン神拳!!!』（発行：ホーム社、発売：集英社）が発売された。